# مقاومت در جزایر مانش تحت اشغال آلمان
مقاومت در جزایر مانش تحت اشغال آلمان (انگلیسی: Resistance in the German-occupied Channel Islands) در جنگ جهانی دوم در ابتدا بسیار محدود بود هنگامی که جزایر مانش توسط آلمان‌ها اشغال شد تعداد زیادی سرباز آلمانی در این جزایر پیاده شدند. گفته شده‌است که در مقابل ۲ تا ۳ غیرنظامی، یک سرباز آلمانی در این جزایر وجود داشته‌است. این وضعیت نشان دهنده شدت مجازات‌های اعمال شده توسط اشغالگران در این جزایر است که تنها می‌توانستند دست به مقاومت‌های غیر خشونت‌آمیز بزنند. در چنین شرایطی بود که نزدیک به بیست غیرنظامی در برابر اشغالگران مقاومت کردند.

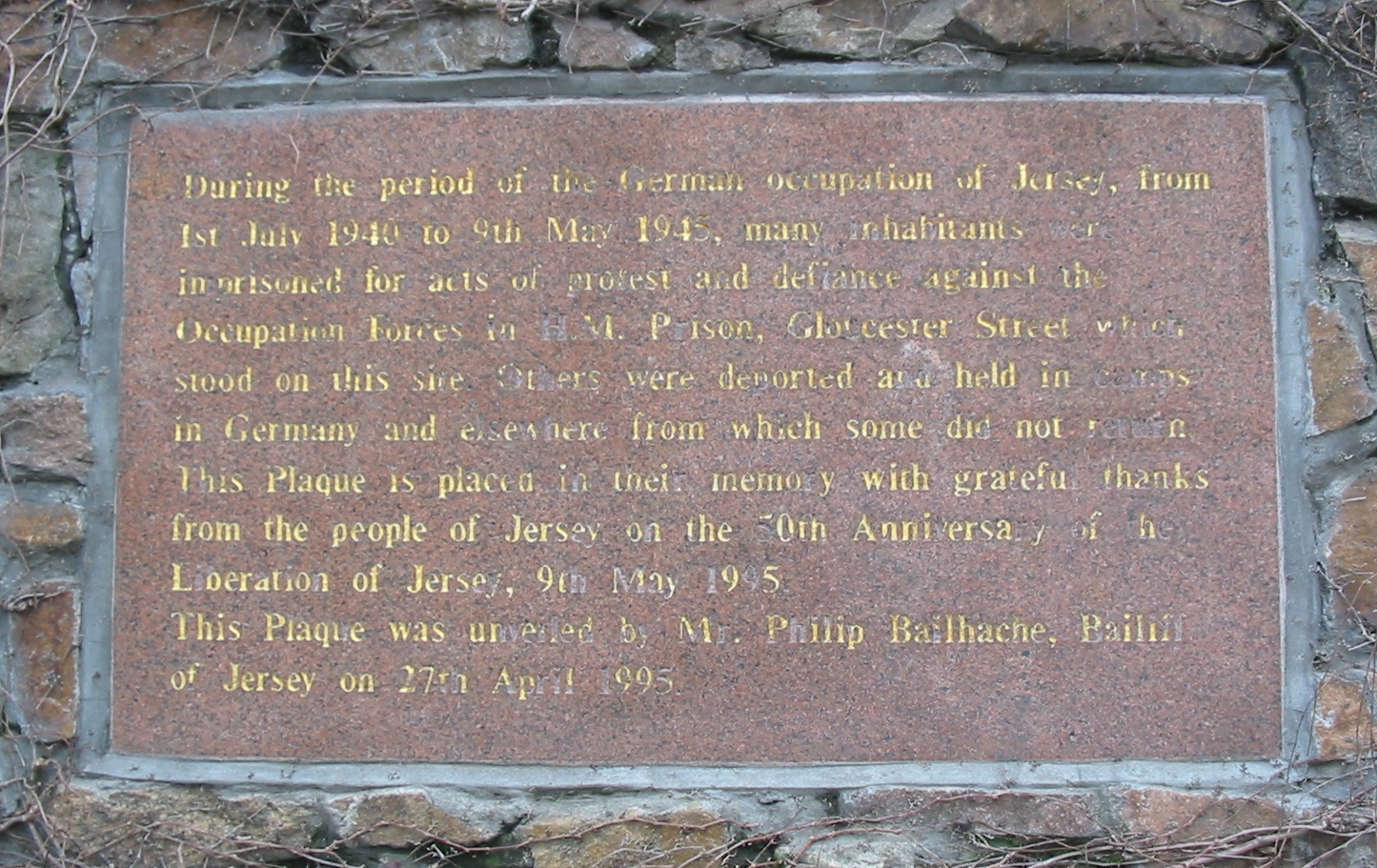
پلاک: «در طول مدت اشغال آلمان در جرزی، از ۱ ژوئیه ۱۹۴۰ تا ۹ مه ۱۹۴۵، بسیاری از ساکنان معترض در زندان HM، خیابان گلستر زندانی شدند. تعددی از آن‌ها اخراج یا به به اردوگاه‌ها در آلمان نازی فرستاده شدند و دیگر هرگز دیده نشدند.»

## جزایر مانش

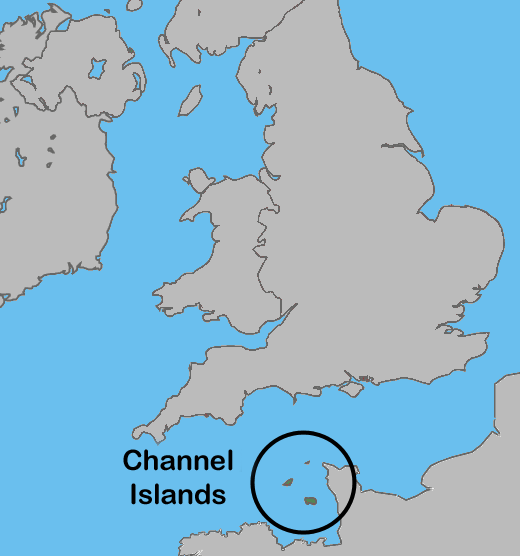
نقشه محل جزایر مانش، نزدیک سواحل فرانسه

جزایر مانش جزایر متعلق به انگلستان در کانال مانش است که در ۱۶ تا ۴۸ کیلومتری ساحل فرانسه و حدود ۱۳۰ کیلومتری جنوب انگلیس قرار دارد. مساحت این جزایر ۱۹۴ کیلومتر مربع و جمعیت آن در سال ۲۰۰۵ حدود ۱۵۶ هزار نفر برآورد شده‌است.

## پیشینه
در سپتامبر ۱۹۳۹ تا مه ۱۹۴۰ که بریتانیا علیه آلمان اعلام جنگ کرده بود، تعدادی از ساکنان جزایر مانش به‌طور داوطلبانه برای نیروهای مسلح انگلستان می‌جنگیدند یا در صنایع جنگی این کشور شرکت می‌کردند. این در حالی بود که مردم انگلستان برای گذراندن تعطیلاتشان به جزایر مانش می‌آمدند.
در ۱۰ می ۱۹۴۰، آلمان نازی به فرانسه و کشورهای جنوب آن حمله کرد. تاکتیک‌های رعد و برق (نیروی رعد و برق) آلمان‌ها قدرت‌های غربی را غافلگیر کرد. در زمان استعفای پل رینو نخست‌وزیر فرانسه در روز ۱۶ ژوئن، روشن بود که پیروزی آلمان در نبرد فرانسه اجتناب ناپذیر است. در جزایر مانش، غیرنظامیان نسبت به عواقب ناشی از باقی ماندن در خانه‌هایشان نگران بودند، اما مقامات دولتی به آن‌ها گفتند که در خانه‌هایشان باقی بمانند. به مقامات ارشد نیز دستور داده شد تا به منظور جلوگیری از ترس مردم و حفظ نظم در جزایر باقی بمانند. در ۱۵ ژوئن، دولت بریتانیا تصمیم گرفت که نیروهایش را از این جزایر تخلیه کند. در تاریخ ۲۰ ژوئن برای تخلیه غیرنظامیان قایق آورده شد ولی برای جلوگیری از ترس مردم همچنان به آن‌ها گفته می‌شد که در محل باقی بمانند و تنها زنان و کودکان تخلیه شوند.
در مجموع ۱۷٬۰۰۰ نفر از جزیره گورنسی، ۶٬۶۰۰ نفر از جزیره جرزی و تمامی ۱۴۰۰ نفری که در جزیره آلدرنی بودند به انگلستان رفتند. تخلیه این تعداد مقاومت در جزایر را تضعیف کرد بطوری‌که آلمانی‌ها در ۳۰ ژوئن ۱۹۴۰به این جزایر فرود آمدند و آن‌ها را تصرف کردند.

## رشد مقاومت
در ژوئیه ۱۹۴۰ تعداد کمی از پرسنل نظامی که در جزایر به دام آلمان‌ها افتاده بودند شناسایی و به اردوگاه‌های کار زندانیان جنگی فرستاده شدند. یک سال بعد، همه افسران ارتش آموزش دیده در این جزایر، بسیاری از افراد بازنشسته انگلیسی، یا کسانی که در جنگ جهانی اول شرکت کرده بودند بودند شناسایی شدند. کسانی که باقی‌مانده بودند سربازان سالخورده و مردان و زنان غیرنظامی بی سلاحی بودند که با انگلستان هم ارتباط نداشتند.
یکی از پژوهشگران بنام لوئیز دو ویلمورن می‌گوید که درصد جمعیت فعال در برابر اشغالگری آلمان‌ها در سایر کشورهای اروپایی ۰٫۶ تا ۳ درصد بود در حالی که این رقم در جزایر مانش قابل مقایسه نیست.
از ۶۶۰۰۰ نفری که در زمان جنگ در جزایر مانش ساکن بودند حدود ۴۰۰۰ نفر به دلیل نقض قوانین (حدود ۲۶۰۰ نفر در جزیره جرزی و ۱۴۰۰ نفر در جزیره گورنسی) محکوم شدند، اگر چه بسیاری از آن‌ها به جای مقاومت دست به اعمال جنایتکارانه زده بودند ولی ۵۷۰ زندانی به زندان‌ها و اردوگاه‌های قاره‌ای فرستاده شدند و حداقل ۲۲ نفر از ساکنان جزیره جرزی و ۹ نفر از ساکنان متهم جزیره گورنسی از اردوگاه‌های آلمان‌ها هرگز بازنگشتند. لوئیز ویلمورن عقیده داشت که بیش از ۲۰۰ نفر در جزیره جرسی به فرار افراد یا کسانی که در شبکه‌های فرار فعالیت داشتند کمک می‌کردند.

## ضعف‌های مقاومت
دولت بریتانیا دستور داده بود که رهبران مردم و افسران ساکن در جزایر در محل باقی بمانند و وظایف خود را به نفع ساکنان انجام دهند. دولت انگلیس در اواخر ژوئن سال ۱۹۴۰، این جزایر را غیرنظامی کرده بود و برای شکل‌دادن به مقاومت در برابر نازی‌ها کار ویژه‌ای انجام نداد.
تلاش برای مقاومت سازمان یافته نبود، آنهایی که مقاومت می‌کردند از طریق شبکه‌های اجتماعی سنتی با هم در ارتباط بودند.
عدم وجود احزاب سیاسی و ضعف اتحادیه‌های کارگری به این معنی بود که شبکه‌های سیاسی تسهیل‌کننده مقاومت که در کشورهای اروپایی وجود داشت در جزایر مانش وجود نداشت. غرور میهن پرستانه مردم ساکن جزایر بیشتر صرف باقی ماندن می‌شد تا مقاومت کردن. تماس‌های شخصی بین زندانیان فراری و خانواده‌هایی که به آن‌ها کمک کرده بودند تا حدی ادامه داشت. کمونیست‌ها و سربازان فراری، به ساکنان جزایر با بی اعتنایی نگاه می‌کردند و نمی‌توانستند به آن‌ها تکیه کنند؛ ولی در مواجهه با موانع جدی در برابر مقاومت علیه آلمان‌ها بعضی از ساکنان کمک به فراریان را به عنوان تنها راه عملی مقاومت می‌دیدند. در دیگر کشورهای اشغال شده، کسانی که به قربانیان نازیسم، یهودی‌ها و فراریان از خدمت اجباری کمک می‌کردند دوستان، همسایگان، خانواده‌ها یا کسانی بودند که در محیط اجتماعی خودشان بودند.

## گروه‌های مقاومت
نورمن لو بروک از حزب کمونیست جزیره جرزی (JCP) رهبری یک گروه مقاومت به نام جنبش دموکراتیک جرزی (JDM) را به‌دست گرفت. مقاومت به بسیاری از کارگران اجباری شوروی که آلمانی‌ها به جزیره آورده بودند کمک کرد. حزب کمونیست جزیره جرزی و اتحادیه حمل و نقل و کارگران، کارهای تبلیغی را شروع کردند. با کمک یکی از نیروهای جدا شده آلمانی بنام پل مالباخ، مقاومت موفق شد تا در میان نیروهای نظامی آلمان نافرمانی ایجاد کند. شواهدی وجود دارد که نشان می‌دهد که آن‌ها ۱ مه ۱۹۴۵ را به عنوان تاریخ شورش نیز تعیین کرده بودند.
پیتر تیب تاریخ‌دان انگلیسی عقیده دارد که نیروهای مقاومت در انفجار هتل کاخ و دیگر اماکن در جزایر مانش دست داشته‌است؛ در حقیقت احتمال بیشتری وجود دارد که آن‌ها می‌خواستند هتل کاخ را به آتش بکشند. به نظر می‌رسد حزب کمونیست جزیره جرزی برنامه‌های زیادی را برای مقاومت سازمان یافته در دست انجام داشت.

## اشکال مقاومت
مقاومت در جزایر مانش شامل مقاومت غیرفعال، خرابکاری‌های جزئی، پناه دادن و کمک به کارگران فراری و انتشار نشریه‌های زیرزمینی حاوی اخبار رادیو بی‌بی‌سی بود. عناصر مقاومت در صورتی‌که دستگیر می‌شدند، مورد مجازات‌های شدیدی قرار می‌گرفتند. این مقاومت از ابتدای اشغال جزایر توسط آلمانها شروع شد. این مقاومت با مشکلات متعددی نیز روبرو بود. یکی از این مشکلات تبلیغ مقاومت بود. هیچ فرستنده رادیویی برای شهروندان غیرنظامی موجود در جزایر مانش وجود نداشت، زیرا وجود فرستنده نیاز به مجوز داشت. تمامی صاحبان ساختمان‌ها در جزایر مانش برای مقامات آلمانی شناخته شده بودند، و بریتانیا نیز هیچ تلاشی برای بردن یک ایستگاه رادیویی به جزایر مانش نکرد در نتیجه در طول جنگ جزایر مانش از تماس با بریتانیا محروم بود.

### مقاومت فعال
در جزایر مانش جنبش مقاومت مسلحانه وجود نداشت. این به عوامل متعددی از قبیل غیرنظامی کردن جزایر توسط دولت انگلیس در سال ۱۹۴۰، جدایی فیزیکی جزایر، تراکم نیروهای نظامی آلمانی (یک آلمانی در مقابل دو ساکن)، کوچک بودن جزایر که مانع می‌شد گروه‌های مقاومت بتوانند مخفی گاه داشته باشند برمی‌گشت. علاوه بر این اغلب کسانی که آموزش‌های نظامی دیده بودند به نیروهای نظامی انگلیس یا فرانسه پیوسته بودند.
اقدامات ناچیز خرابکارانه مانند قطع سیم‌های تلفن باعث می‌شد که آلمانها دست به مجازات جمعی ساکنان بزنند ولی با این وجود ساکنان جزایر دست به مقاومت‌های فردی می‌زدند.
با توجه به مساحت کوچک این جزایر، اکثر مقاومین جان خودشان را برای نجات دیگران به خطر می‌انداختند. دولت بریتانیا به دنبال سیاست تشویق مقاومت در جزایر مانش بود. دلیل این سیاست انگلیس این واقعیت بود که مقاومت در برابر چنین محدودیت‌هایی که در جزایر وجود داشت بعید بود که بدون استفاده از تلاش‌های نظامی مؤثر باشد.

### نمونه‌های مقاومت

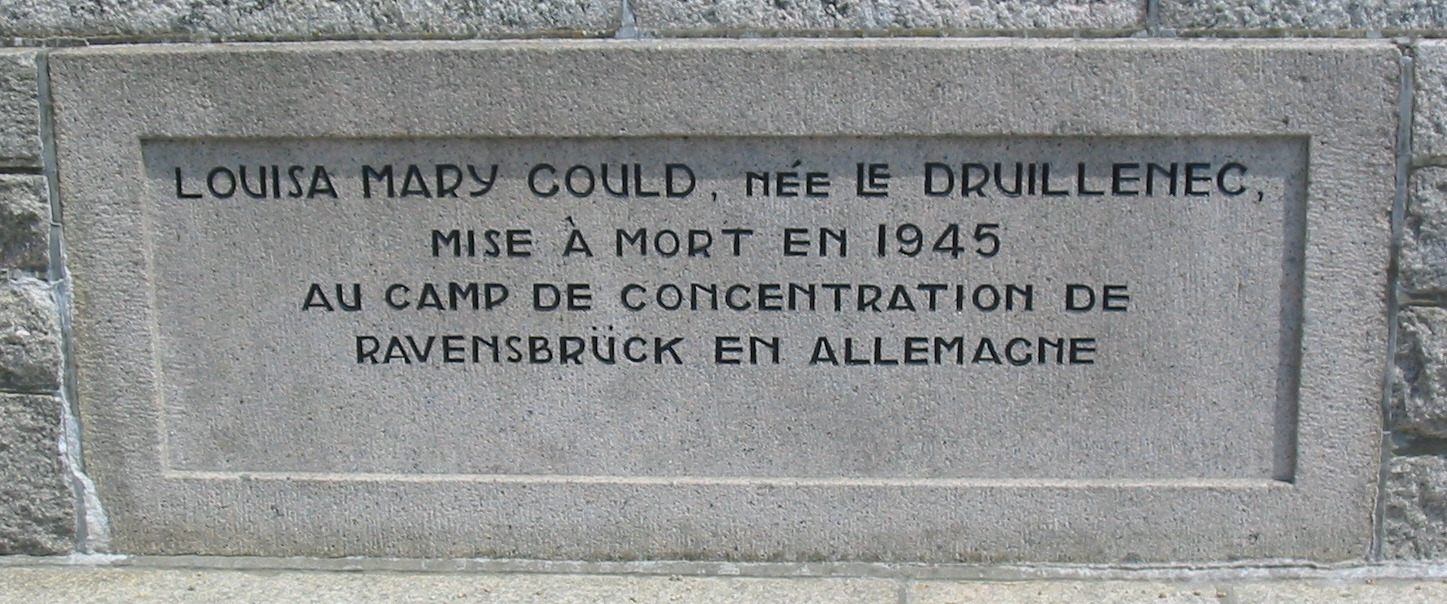
پلاک:لوئیسا مری گولد، قربانی اردوگاه کار اجباری نازی‌ها: «لوئیزا مری گولد»، «لو داریلنک»، در سال ۱۹۴۵ میلادی در شهر «رونز برک» و «آلمان» Louisa Gould یک مجموعه بی‌سیم را مخفی کرد و یک زندانی فراری اتحاد جماهیر شوروی را پناه داد. در اکتبر ۱۹۴۴ دستگیر و محکوم شد و در اوت ۱۹۴۴ او به Ravensbrück منتقل شد و در ۱۳ فوریه ۱۹۴۵ درگذشت.

مری اوزان یکی از اعضای ارتش رستگاری که با دستور آلمان‌ها مبنی بر اجرا نشدن نیایش در فضای باز مخالفت کرد توسط آن‌ها زندانی شد و نهایتاً در آوریل سال ۱۹۴۳ در سن ۳۷ سالگی در زندان درگذشت. شجاعت او باعث شد که نمونه‌ای برای دیگران شود.
کوهو یک روحانی مسیحی که هر هفته در کلیسا موعظه می‌کرد اخبار بی‌بی‌سی را به موعظه‌هایش اضافه می‌کرد تا جمع پیرامونش را به مقاومت تشویق کند. او در مارس ۱۹۴۳ در حالی که موعظه می‌کرد دستگیر شد، به آلمان فرستاده شد و در اردوگاه اس اس‌ها در سپتامبر ۱۹۴۴ در اثر گرسنگی درگذشت.
دو هنرمند یهودی فرانسوی ساکن در جزایر مانش، با استفاده از گزارش‌های بی‌بی‌سی بولتن‌های ضد آلمانی را از انگلیسی به آلمانی ترجمه می‌کردند و با لباس مبدل در جزیره جرزی وارد مراسم نظامی آلمان‌ها می‌شدند و جزوات را در جیب سربازان، روی صندلی‌ها یا در بسته‌های سیگار می‌گذاشتند. آن‌ها در بولتن‌هایشان سربازان آلمانی را تشویق می‌کردند تا افسران خود را بکشند. این دو هنرمند توسط همسایه‌شان لو رفتند و در اواخر سال ۱۹۴۴ توسط آلمان‌ها دستگیر و محکوم به اعدام شدند، مداخله قاضی دادگاه جرزی باعث شد تا حکم آن‌ها از اعدام به زندان تخفیف پیدا کند.
دکتر نول مک کینستری، پزشک اهل ایرلند شمالی خانه خود را در اختیار فراریان قرار می‌داد. او همچنین با تهیه گزارش‌های غیرواقعی و آمارهای جعلی، تلاش می‌کرد که امکانات بیشتری را برای عناصر مقاومت تهیه کند.
عده‌ای دیگر برای افراد فراری کارت‌های هویت جعلی تهیه می‌کردند تا بتوانند از دست آلمان‌ها فرار کنند. بعضی‌ها به فراریان انگلیسی آموزش می‌دادند در نتیجه بعضی فراریان که می‌توانستند به خوبی انگلیسی صحبت کنند قادر بودند به راحتی در مناطق مختلف تردد کنند و فعالیت‌هایشان را بدون تعقیب شدن انجام دهند.

## جایزه قهرمانی هولوکاست
در تاریخ ۹ مارس ۲۰۱۰، پادشاهی بریتانیا جایزه قهرمانی هولوکاست را به ۲۵ نفر از ساکنان جزایر که به قربانیان هولوکاست کمک کرده بودند اهدا کرد. به عقیده فردی کوهن تاریخ‌دان بریتانیایی این اولین بار بود که دولت انگلستان قهرمانی ساکنان جزایر مانش را در زمان اشغال توسط آلمان‌ها به رسمیت شناخت.

## مجازات
در ۲۸ ژوئن ۱۹۴۰، بمب افکن‌های هاینکل آلمان بندرهای سنت پیتر و سنت هلیر را بمباران کرده ۳۸ نفر را کشتند و ۴۵ غیرنظامی را زخمی کردند
در تاریخ ۱۳ دسامبر ۱۹۴۰، شانزده سرباز فرانسوی جوان، با یک قایق قصد پیوستن به نیروهای فرانسوی در انگلستان را کردند. به دلیل عدم آشنایی با دریانوردی و بدی آب و هوا آن‌ها را مجبور کرد که در جزیره گورنسی فرود بیایند. آن‌ها داشتند ترانه مارسی یز را می‌خواندند که توسط آلمان‌ها دستگیر شدند. شش نفر از آن‌ها برای محاکمه به جرسی منتقل شدند

## آزادی جزایر مانش
در ۳۰ آوریل ۱۹۴۵، هیتلر مرد، پرچم‌های آلمان در جزایر مانش به حالت نیمه افراشته درآمد و پرچم احزاب مخالف به‌طور آشکارا در این جزایر برافراشته شد. دادگستری جزیره جرزی خواستار آرامش شد.

## آزادی زندانیان سیاسی
در ۷ ماه مه مقامات قضایی جزیره جرزی به زندان این جزیره رفتند و ۳۰ زندانی سیاسی را آزاد کردند. پیامی توسط فرماندهی جنوب به فرمانده آلمانی‌ها در جزایر مانش داده شد. در این پیام آمده بود کشتی‌ها به زودی خواهند رسید و آلمان‌ها باید تسلیم شوند.
پاسخ آلمانی‌ها این بود که آن‌ها دستورها را از فرمانده آلمانی شان می‌گیرند. اما همه چیز در هشتم ماه مه تغییر کرد، آلمانی‌ها همه زندانیان سیاسی دیگر شامل زندانیان انگلیسی، فرانسوی و آمریکایی و همه زندانیان آلمانی در جزایر مانش را آزاد کردند.